# メアリー・シェパード
メアリー・エレノア・ジェシー・シェパード（Mary Eleanor Jessie Shepard、1909年12月25日 - 2000年9月4日）は、イギリスのイラストレーター。パメラ・トラバースの小説『メアリー・ポピンズ』シリーズの挿絵で知られる。

## 人物
父親は、A.A.ミルンの『クマのプーさん』やケネス・グレーアムの『たのしい川辺』などの挿絵を描いたE・H・シェパードである。メアリーが誕生したのは、父が『パンチ』誌に初めて漫画を売ってから2年後のクリスマスであった。
パメラ・トラバースの『メアリー・ポピンズ』の挿絵は、もともとは父のE・H・シェパードに依頼されたものであった。しかし彼は多忙のため仕事を引き受けることができず、トラバースは代わりにメアリーの描いたクリスマスカードに目を留め、美術学校を出たばかりの当時23歳の彼女に挿絵を依頼することになった。1934年の第一作以降、人気シリーズとなった『メアリー・ポピンズ』はいずれもメアリーが挿絵を担当している。このほか、A.A.ミルンのあまり知られていない著作『うさぎ王子』（1966年）の挿絵なども手がけている。
1937年、詩人のE・V・ノックスと結婚した。ペネロピ・フィッツジェラルドは義理の娘にあたる。